# 아르테메터
아르테메터(Artemether)는 말라리아 치료에 사용되는 약물이다. 주사제는 퀴닌보다 중증 말라리아에 특별히 사용된다. 성인에서는 알테수네이트만큼 효과적이지 않을 수 있다. 근육 주사로 투여한다. 또한 루메판트린과 경구 복합제로도 사용할 수 있으며, 이는 아르테메터/루메판트린으로 알려져 있다.
아르테메터는 비교적 부작용이 적다. 드물게 부정맥이 발생할 수 있다. 동물 연구에서는 임신 중 사용이 해로울 수 있다는 증거가 있지만, 인간에서는 우려할 만한 증거가 없다. 따라서 세계보건기구(WHO)는 임신 중 사용을 권장한다. 아르테미시닌 계열의 약물이다.
아르테메터는 적어도 1981년부터 연구되어 왔으며 1987년부터 의료 현장에서 사용되었다. WHO 필수 의약품 목록에 포함되어 있다.

## 의료적 사용
아르테메터는 열대열원충(및 클로로퀸 내성 열대열원충) 또는 클로로퀸 내성 삼일열원충 기생충에 의한 단순 말라리아 치료를 위한 항말라리아 약물이다. 아르테메터는 중증 말라리아 치료에도 사용할 수 있다.
세계보건기구(WHO)는 아르테미시닌 기반 복합 요법을 이용한 단순 열대열원충 치료를 권장한다. 루메판트린과 함께 투여하면 프리마퀸 14일 요법을 병행하여 삼일열원충 또는 난형열원충 기생충의 재발을 예방하고 완치할 수 있다.
아르테메터는 프라지콴텔과 함께 사용될 때 주혈흡충증과 같은 흡충 감염의 치료 및 예방에도 사용할 수 있다.
아르테메터는 동물 연구에서 아르테미시닌 유도체가 태아 사망 및 기형과 관련성을 보인 연구를 바탕으로 FDA에 의해 카테고리 C로 분류된다. 그러나 일부 연구에서는 해로운 증거를 보이지 않는다.

## 부작용
가능한 부작용에는 서맥 및 QT 간격 연장과 같은 심장 영향이 포함된다. 또한 동물 연구에서 가능한 중추 신경계 독성이 나타났다.

## 약물 상호작용
조합 제품을 로피나비르/리토나비르와 함께 사용했을 때 아르테메터의 혈중 농도가 낮아지는 것이 발견되었다. 에파비렌즈 또는 네비라핀과 동시 사용 시 약물 노출 감소도 나타난다.
아르테메터/루메판트린은 CYP3A4를 억제하는 약물과 함께 사용해서는 안 된다.
아르테메터/루메판트린과 함께 사용하면 호르몬 피임약의 효과가 떨어질 수 있다.

## 약리학

### 작용 기전
아르테미시닌 약물이 살충 작용을 하는 가능한 기전은 PfATP6를 억제하는 것이다. PfATP6는 세포 칼슘 농도를 조절하는 효소이기 때문에 그 기능 장애는 세포 내 칼슘 축적을 유발하고, 이는 결과적으로 세포 사멸을 초래한다.

### 약동학
음식과 함께 섭취하면 아르테메터의 흡수율이 2~3배 증가한다. 단백질 결합률이 높다(95.4%). 아르테메터의 최고 혈중 농도는 투여 후 2시간 후에 나타난다.
아르테메터는 주로 간 효소 CYP3A4/5에 의해 활성 대사체인 디히드로아르테미시닌으로 대사된다. 원래 약물과 활성 대사체 모두 약 2시간의 반감기를 가지고 체외로 배설된다.

## 화학
아르테메터는 항말라리아 식물인 개똥쑥에서 분리된 과산화물 함유 락톤인 아르테미시닌의 메틸기에터 유도체이다. 디히드로아르테미시닌 메틸 에터로도 알려져 있지만, 국제 순수·응용 화학 연합의 정확한 화학 명명법은 (+)-(3-alpha,5a-beta,6-beta,8a-beta, 9-alpha,12-beta,12aR)-decahydro-10-methoxy-3,6,9-trimethyl-3,12-epoxy-12H-pyrano(4,3-j)-1,2-benzodioxepin이다.
상대적으로 지용성이며 불안정한 약물이며, 원충의 막 수송 시스템에 영향을 미치는 것 외에도 반응성 자유 라디칼을 생성함으로써 작용한다.